# Ecdysozoa
 /ˌɛkdɪsoʊˈzoʊə/ je grupa protostomnih životinja, koja obuhvata zglavkare (insekte, paukolike životinje, rakove, i stonoge), nematode, i nekoliko malih razdela. Oni su prvi put definisan u radu Aguinaldo et al. iz 1997, uglavnom na bazi filogenetskih stabala konstrisanih koristeći 18S ribozomalne RNK gene. Velika studija iz 2008 autora Dunn et al. strogo podržava Ecdysozoa kao kladu, drugim rečima grupu koja se sastoji od zajedničkog pretka i svih njegovih potomaka.